# رمی مرتس
رمی مرتس (انگلیسی: Rémy Mertz؛ زادهٔ ۱۷ ژوئیهٔ ۱۹۹۵ ‏(۲۹ سال)) دوچرخه‌سوار اهل بلژیک است.
از باشگاه‌هایی که در آن بازی کرده‌است می‌توان به تیم لوتو–سودال اشاره کرد.